# Mariusz Czerkawski
Mariusz Krzysztof Czerkawski (* 13. April 1972 in Radomsko) ist ein ehemaliger polnischer Eishockeyspieler, der im Verlauf seiner aktiven Karriere zwischen 1990 und 2009 unter anderem 787 Spiele für die Boston Bruins, Edmonton Oilers, New York Islanders, Canadiens de Montréal und Toronto Maple Leafs in der National Hockey League auf der Position des rechten Flügelstürmers bestritten hat. Darüber hinaus spielte er bei zahlreichen europäischen Klubs und repräsentierte die polnische Nationalmannschaft bei mehreren internationalen Turnieren. Czerkawski war der erste in Polen geborene und trainierte Spieler, der in der NHL aktiv war.

## Karriere
Mariusz Czerkawski begann seine Karriere als Eishockeyspieler bei GKS Tychy, für das er in der Saison 1990/91 sein Debüt in der polnischen Ekstraliga gab. Anschließend wurde er im NHL Entry Draft 1991 in der fünften Runde als insgesamt 106. Spieler von den Boston Bruins ausgewählt. Zunächst blieb er jedoch in Europa, wo er je ein Jahr lang in Schweden für Djurgårdens IF, mit dem er 1992 Vizemeister wurde, in der Elitserien und den Zweitligisten Hammarby IF spielte, ehe er zur Saison 1993/94 zu Djurgårdens IF zurückkehrte. Die Spielzeit beendete er jedoch bei den Boston Bruins, für die er am 9. April 1994 sein Debüt in der National Hockey League gab, womit er der erste Pole wurde, der je ein Spiel in der NHL bestritten hatte. Die wegen eines Lockouts verkürzte Saison 1994/95 begann er in der finnischen SM-liiga bei Kiekko-Espoo.
Im Laufe der Saison 1995/96 wechselte Czerkawski innerhalb der NHL zu den Edmonton Oilers. Hier blieb er für eineinhalb Spielzeiten, bevor er an die New York Islanders abgegeben wurde. Bei den Islanders wurde er in den folgenden fünf Jahren zum Führungsspieler und nahm unter anderem 2000 am NHL All-Star Game teil. Bei den Canadiens de Montréal konnte er sich in der Saison 2002/03 nicht durchsetzen und wurde von diesen für einen Großteil der Spielzeit an ihr Farmteam Hamilton Bulldogs aus der American Hockey League abgegeben, weshalb er zur Saison 2003/04 zu den Islanders zurückkehrte. Die Lockout-Spielzeit 2004/05 verbrachte er wieder in Schweden bei seinem Ex-Klub Djurgårdens IF. In der Saison 2005/06 versuchte er sich noch einmal in der NHL und spielte zu Beginn für die Toronto Maple Leafs, wechselte dann zurück zu seinem ersten NHL Team, den Boston Bruins.
Von 2006 bis 2008 stand Czerkawski bei den Rapperswil-Jona Lakers in der Schweizer National League A unter Vertrag, wo er mit 107 Scorerpunkten in insgesamt 104 Spielen ebenfalls überzeugen konnte. Die Saison 2008/09 verbrachte er bei seinem ersten Profiklub GKS Tychy in Polen, mit dem er den nationalen Pokalwettbewerb gewann, ehe er im Anschluss an die Spielzeit im Alter von 37 Jahren seine Karriere beendete.

### International
Für Polen nahm Czerkawski im Juniorenbereich an der U18-Junioren-Europameisterschaft 1990 sowie der U20-Junioren-Weltmeisterschaft 1990 und der U20-Junioren-B-Weltmeisterschaft 1991 teil. Im Seniorenbereich stand er im Aufgebot seines Landes bei den B-Weltmeisterschaften 1991, 1998, 2000 und 2006 sowie den A-Weltmeisterschaften 1992 und 2002. Zudem vertrat er Polen bei den Olympischen Winterspielen 1992 in Albertville und bei der Qualifikation für die Olympischen Winterspiele 2006.

## Erfolge und Auszeichnungen
- 1991 Europapokal-Gewinn mit Djurgårdens IF
- 1992 Schwedischer Vizemeister mit Djurgårdens IF
- 2000 Teilnahme am NHL All-Star Game
- 2009 Polnischer Pokalsieger mit GKS Tychy

### International
| - 1989 Aufstieg in die U18-Junioren-Europameisterschaft bei der U18-Junioren-B-Europameisterschaft - 1990 Bester Torschütze der U18-Junioren-Europameisterschaft - 1991 Bester Spieler der U20-Junioren-B-Weltmeisterschaft | - 1991 Topscorer der U20-Junioren-B-Weltmeisterschaft - 1991 Bester Torschütze der U20-Junioren-B-Weltmeisterschaft - 1991 Aufstieg in die A-Weltmeisterschaft bei der B-Weltmeisterschaft |

## Karrierestatistik

### International
Vertrat Polen bei:
| - U18-Junioren-B-Europameisterschaft 1989 - U20-Junioren-Weltmeisterschaft 1990 - U18-Junioren-Europameisterschaft 1990 - U20-Junioren-B-Weltmeisterschaft 1991 - B-Weltmeisterschaft 1991 - Olympischen Winterspielen 1992 | - Weltmeisterschaft 1992 - B-Weltmeisterschaft 1998 - B-Weltmeisterschaft 2000 - Weltmeisterschaft 2002 - Qualifikation zu den Olympischen Winterspielen 2006 - Weltmeisterschaft der Division I 2006 |

(Legende zur Spielerstatistik: Sp oder GP = absolvierte Spiele; T oder G = erzielte Tore; V oder A = erzielte Assists; Pkt oder Pts = erzielte Scorerpunkte; SM oder PIM = erhaltene Strafminuten; +/− = Plus/Minus-Bilanz; PP = erzielte Überzahltore; SH = erzielte Unterzahltore; GW = erzielte Siegtore; 1 Play-downs/Relegation; Kursiv: Statistik nicht vollständig)

## Sonstiges
Czerkawski war von 1996 bis 1998 mit der Schauspielerin Izabella Scorupco verheiratet. Mit ihr hat er eine gemeinsame Tochter, die 1997 geboren wurde.